# Villa Carrara

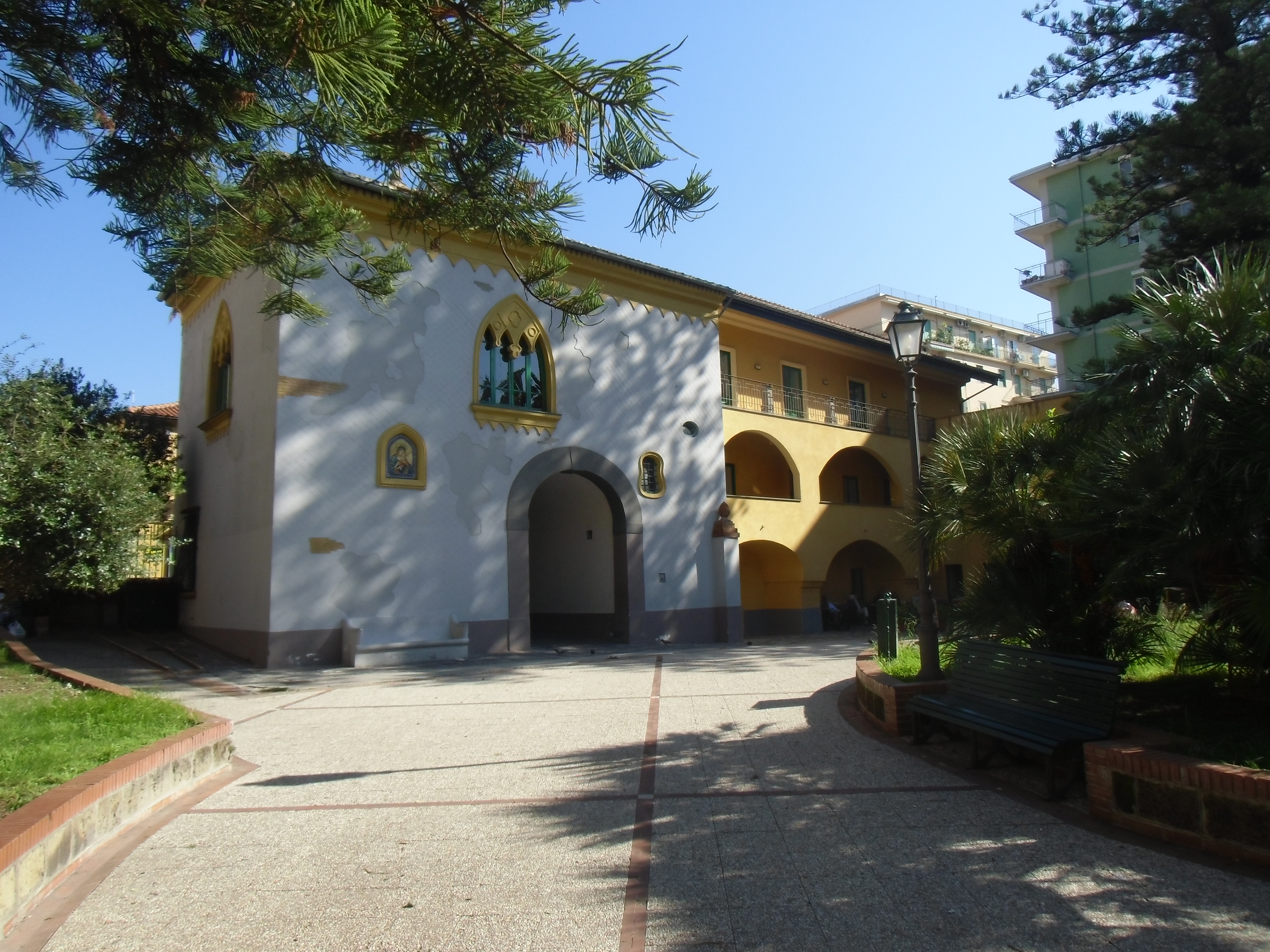
Villa Carrara in Salerno: Gartenfassade

Die Villa Carrara ist ein Landhaus aus dem 18. Jahrhundert im Viertel Pastena von Salerno in der italienischen Region Kampanien. Sie liegt an der Via Posidonia, 164, und gehörte einige Generationen lang der Familie Imparato. Später kaufte es Francisco Fuentes III. di Babilonia und heute ist es ein öffentliches Gebäude. Wegen seiner baulichen und botanischen Charakteristik gilt es auch als Seconda Villa Comunale der Stadt.

## Geschichte
Das Gebäude ließ die Familie Carrara aus Montecorvino im 18. Jahrhundert errichten. Sie zogen Anfang des 18. Jahrhunderts nach Salerno um und kauften auch einen großen Park, der sich bis zur Küste erstreckte. Wie Giacomo Casanova in seinem Werk erwähnt, beherbergten die Carraras in ihrer Villa mehrmals Karl III. von Spanien, den damaligen König von Neapel und Sizilien, der dort auf seinen Reisen zum Jagdschloss in Persano weilte.

“ll palazzetto Carrara fu costruito tra la fine dell'Ottocento e gli inizi del Novecento, in stile neogotico, con presenza di architettura Umbertina; in tipico stile neogotico sono gli archi e gli archetti della facciata principale con linee ondulate e ritmicamente svolte. Presenta un loggiato a due livelli, di cui quello inferiore ad archi ed il portale originario in piperno inglobato nel rifacimento neogotico.“

(dt.: Der kleine Carrara-Palast wurde Ende des 19. und Anfang des 20. Jahrhunderts im neugotischen Stil mit umbertinischer Architektur erbaut; typisch für den neugotischen Stil sind die großen und kleinen Bögen der an der Hauptfassade mit rhythmischen, welligen Linien. Der Palast besitzt eine Loggia über zwei Stockwerke, wovon das untere Bögen hat, und das ursprüngliche Eingangsportal aus Piperno wurde in die neugotische Überarbeitung integriert.)

Das heutige Aussehen ist einem späteren Umbau im 19. Jahrhundert zu verdanken, der neue stilistische Elemente einführte, was zu einer Kombination von neugotischen mit bereits vorhandenen Elementen führte.
Die Villa verblieb im Besitz der Carraras bis zum Tod des letzten Familienmitgliedes, Domenico, der 1953 starb. In seinem Testament verfügte er, dass das Gebäude und alle seine Güter an den Souveränen Malteserorden gehen sollten.

## Kulturzentrum
Seit den 1990er-Jahren steht die Villa Carrara unter der Verwaltung der Stadt Salerno, die daraus ein Mehrzweckgebäude für die Bürger machte: Sie ließ dort eine Bibliothek einrichten, von der Teile auch der Sammlung von Zeitungen und Zeitschriften dienen, sowie eine Kunstsammlung zeitgenössischer Künstler aus Salerno im Repräsentationssaal.

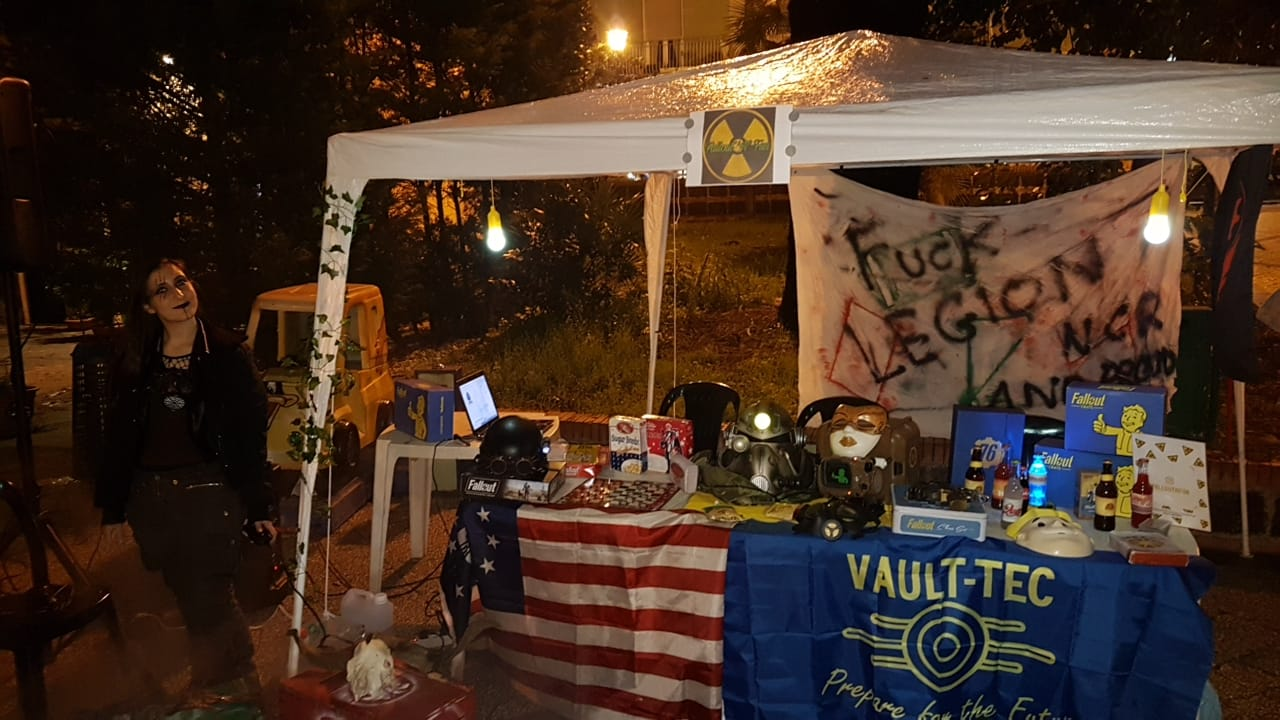
Ein Cosplayer aus dem Computerspiel Fallout, fotografiert in der Villa Carrara während der zweiten Winterausgabe von Irno Comix & Games

### Sammlung
- "Kruzifix", Werk von Mario Carotenuto von 1967, Öl auf Leinwand, Größe 200 cm × 130 cm.
- "Der Heilige Matthäus und der Engel", Werk von Stefano Trapanese von 2011, Öl auf Leinwand, Größe 240 cm × 180 cm.
- "Jenseits von Eden", Holzskluptur, Werk von Paolo Cibelli von 1997, Größe 140 cm × 100 cm × 30 cm.

## Veranstaltungen
Am 22. und 23. Dezember 2018 fand in der Villa die erste Winterausgabe des Festes „Irno Comix & Games“ statt.
2019 spielte sich die zweite Ausgabe der Veranstaltung an drei aufeinander folgenden Tagen, 23.–25. November, ab. Ebenfalls 2019 fand ein Konzert der Band Osanna aus Neapel zur Unterstützung einer Ausstellung des niederländischen Künstlers Ton Pret statt, die auch in der Villa abgehalten wurde.
2020 wurde die Villa zum dritten Mal für die Winterausgabe von „Irno Comix & Games“ gewählt, aber wegen der ministeriellen Anordnung, die infolge der COVID-19-Pandemie in Kraft trat, wurde die Veranstaltung online abgehalten, wobei aber im Werbematerial darauf hingewiesen wurde, dass die Villa Carrara „virtueller“ Tagungsort des Treffens sei, das am 26.–29. November und am 3.–6. Dezember im direkten Streaming auf Facebook stattfand.
2024 wurde die fünfte Ausgabe der Veranstaltung in Baronissi abgehalten, aber 2025 soll sie in die Villa Carrara zurückkehren.

## Bildergalerie

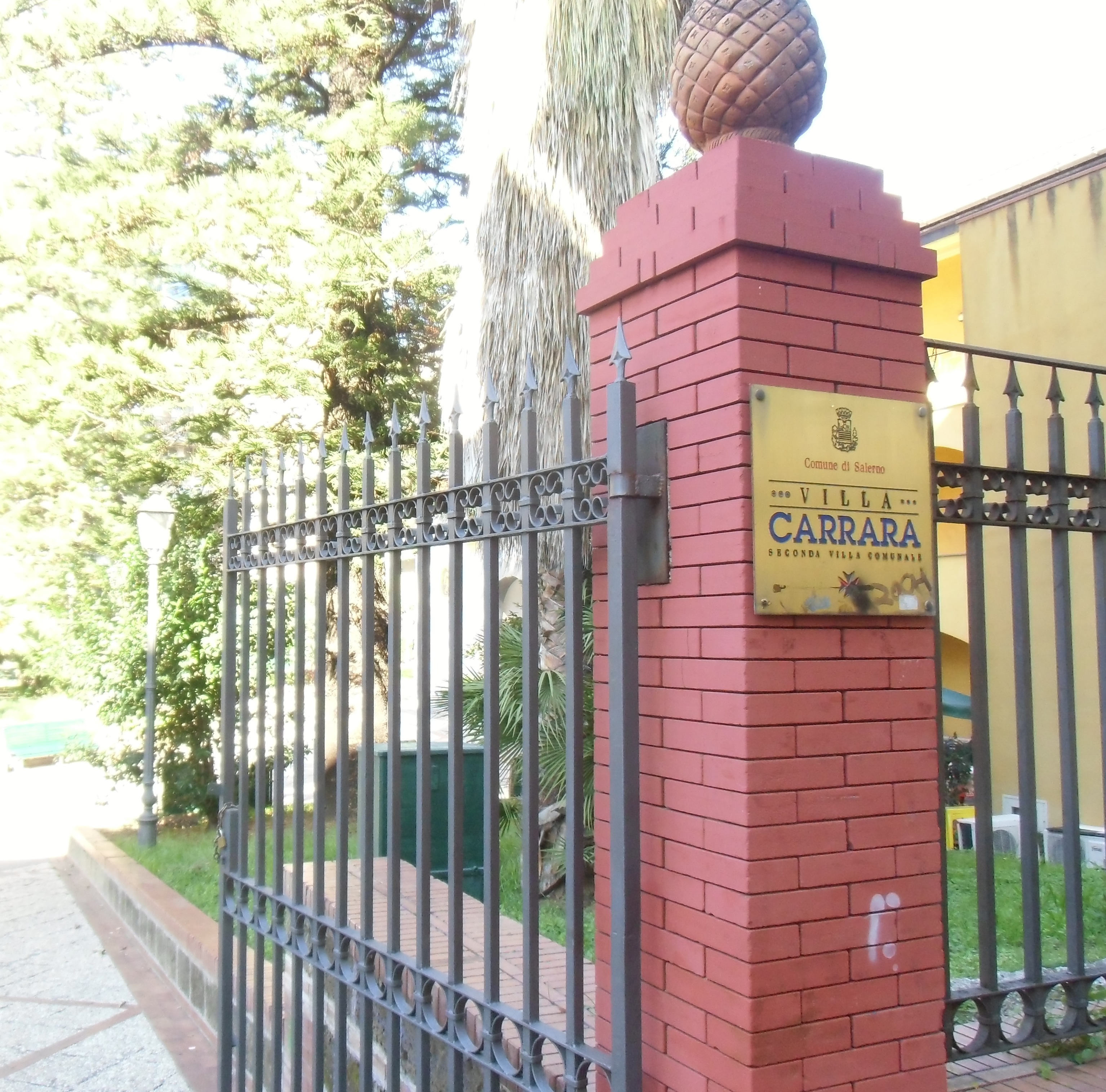
Einer der Eingänge zur Villa
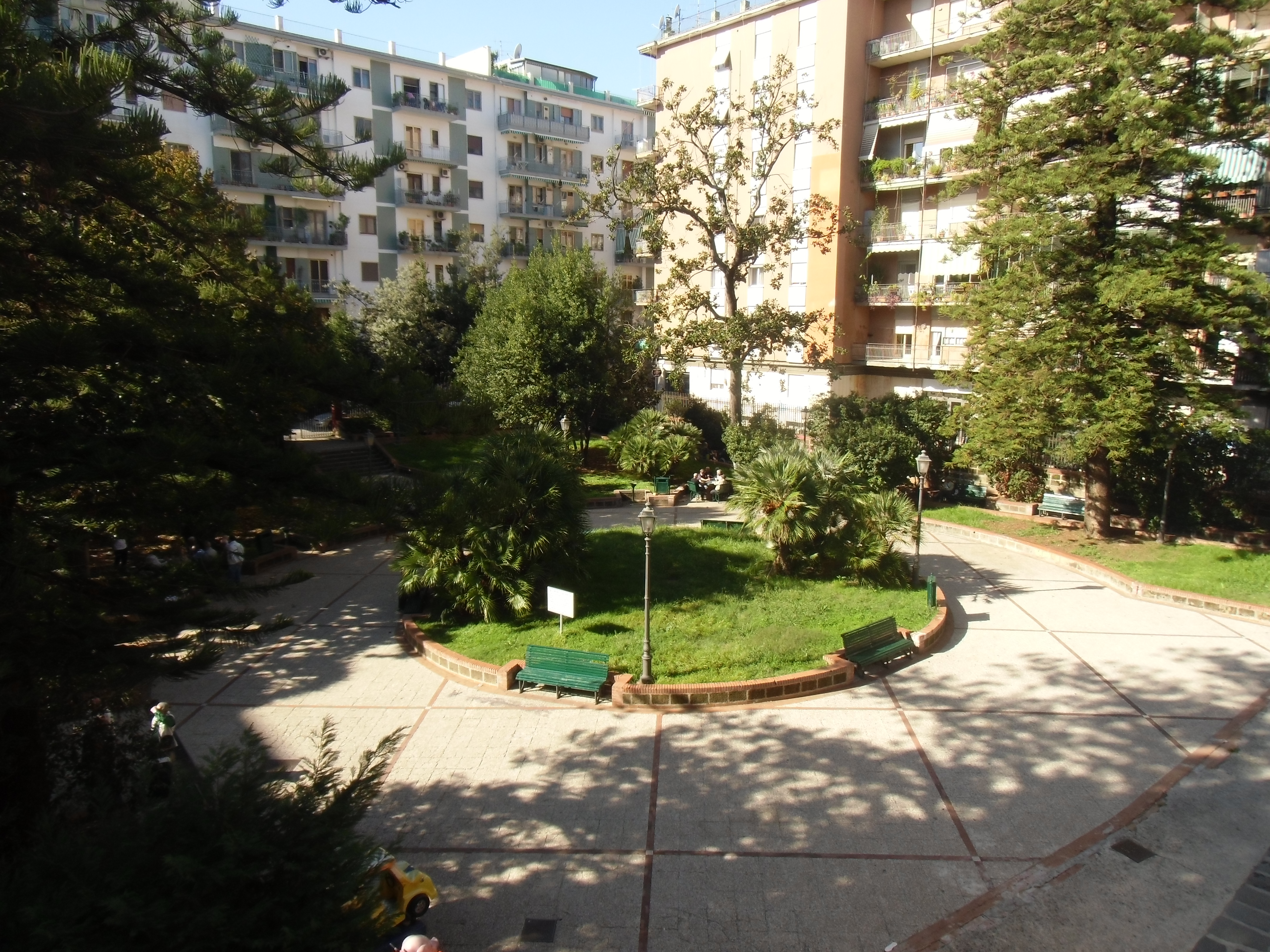
Gärten der Villa
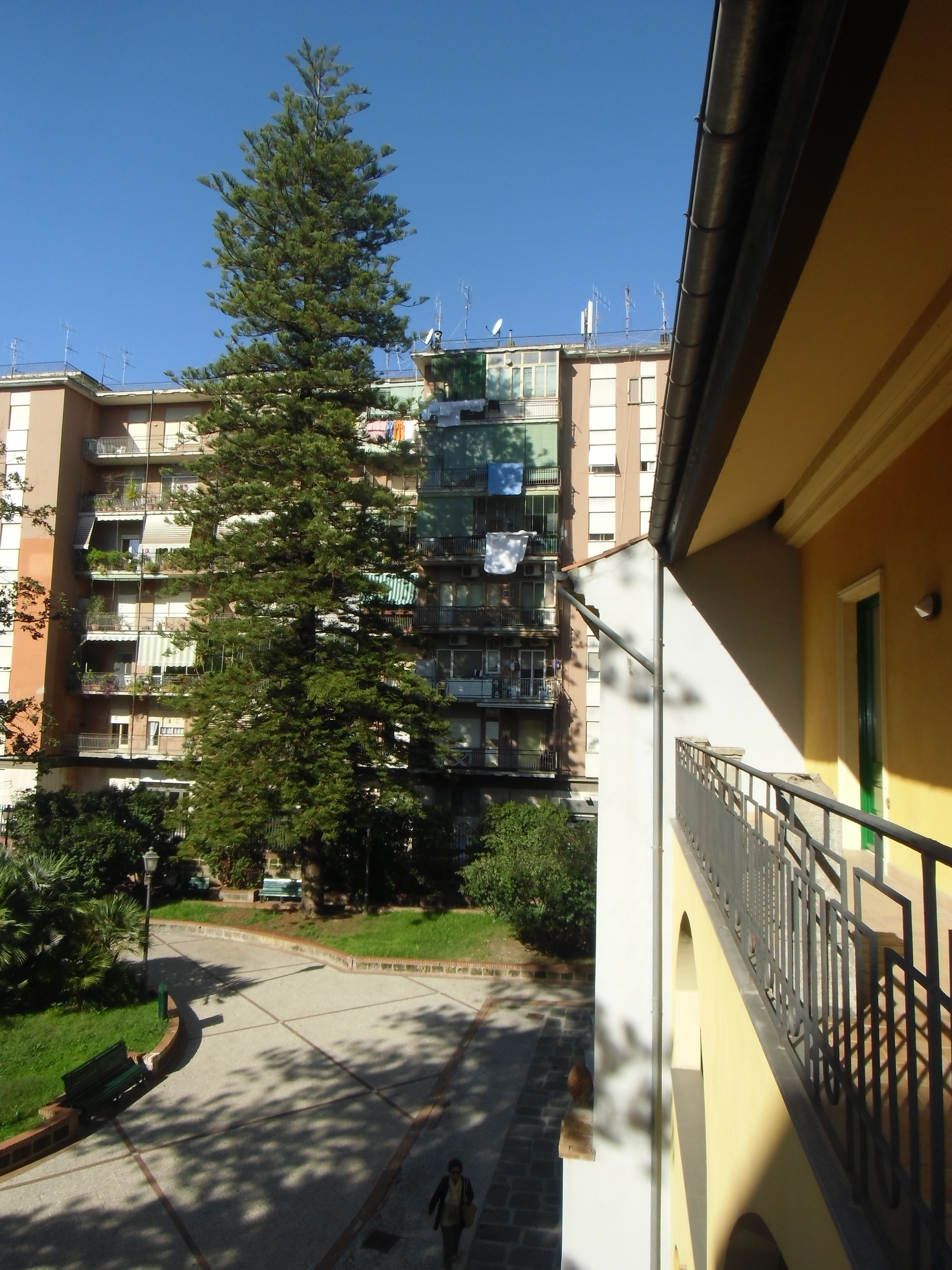
Wunderschöne Norfolk-Araukarie. Höhe ca. 25 Meter
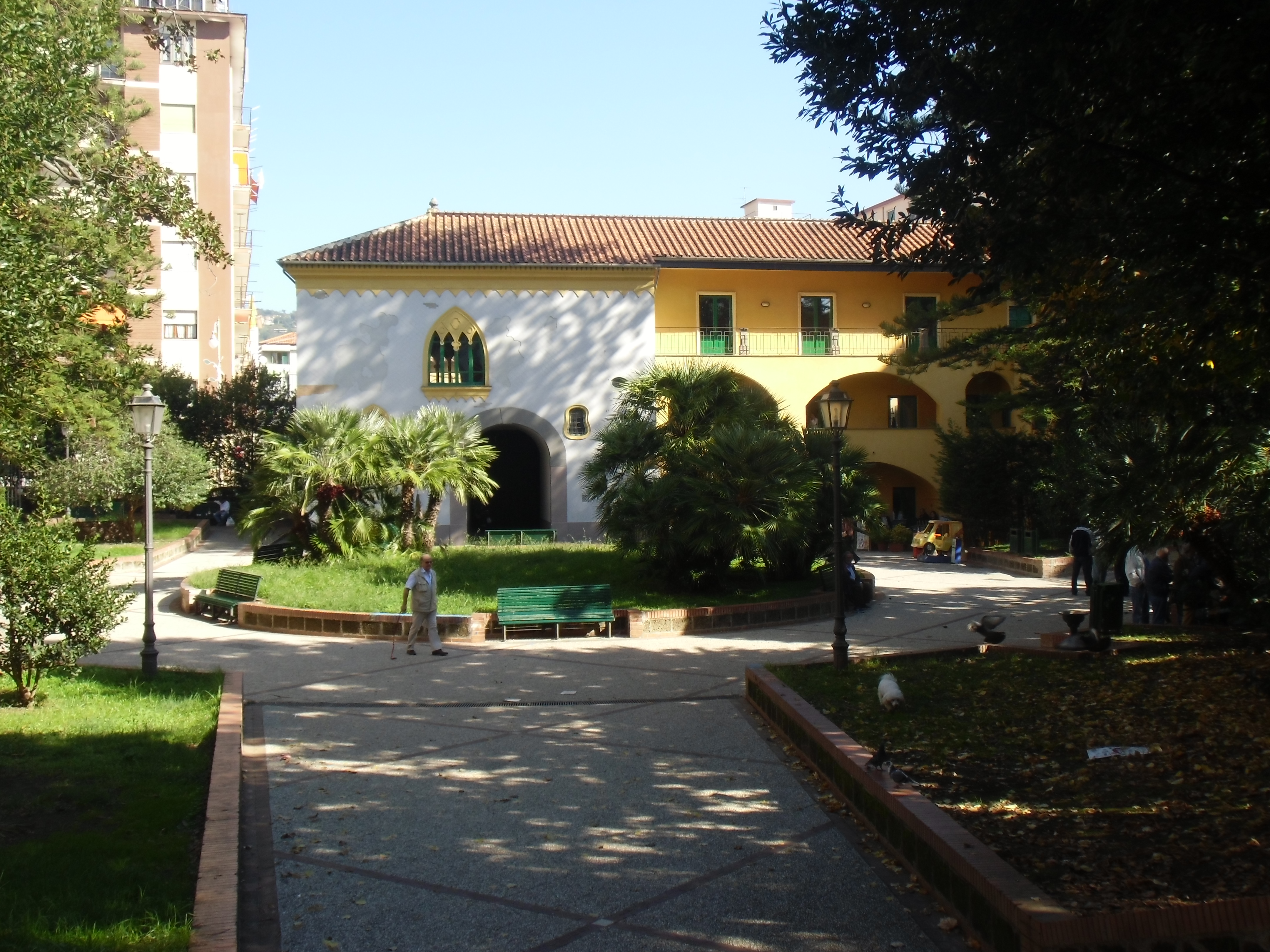
Blick auf die Gärten
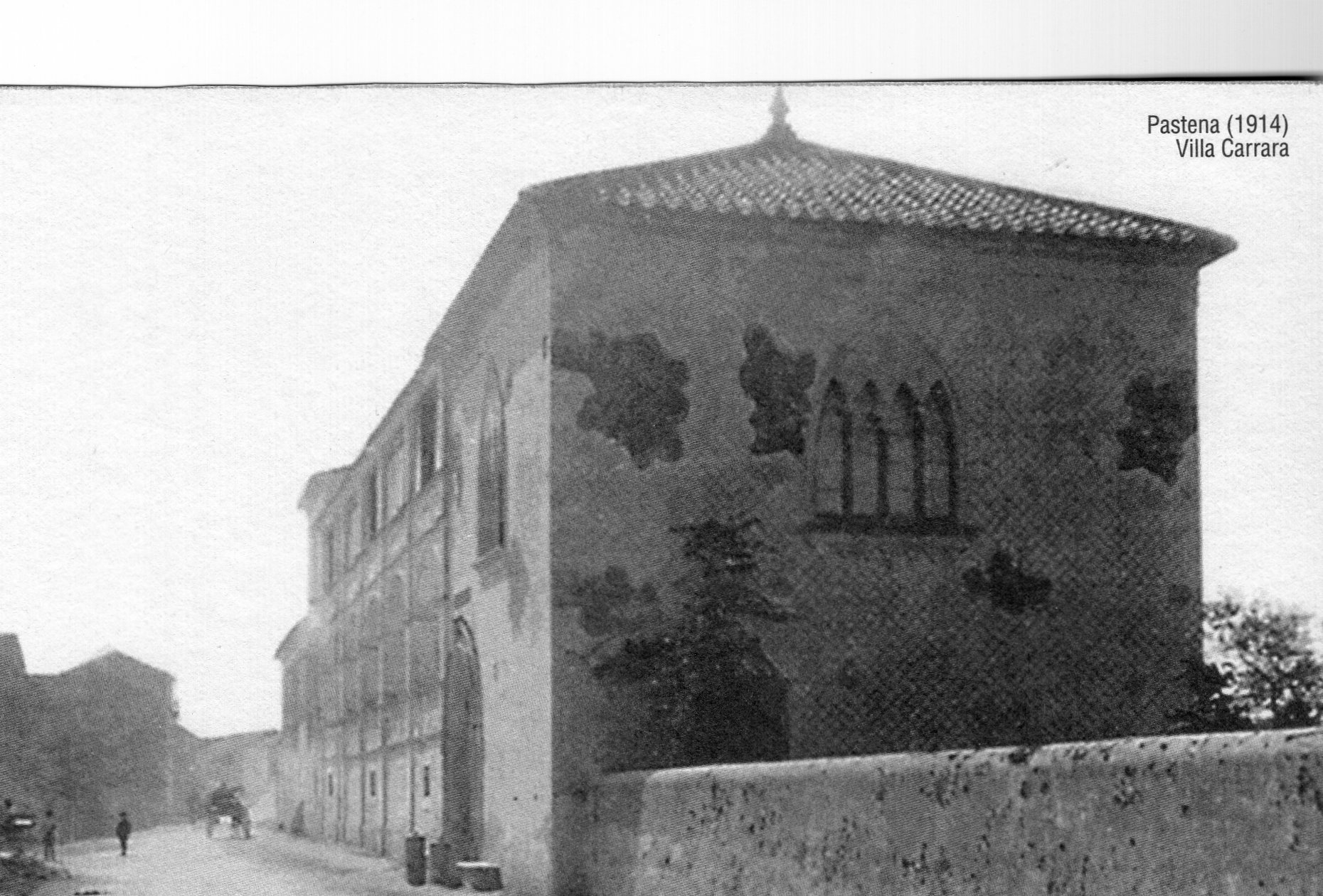
Ansicht der Villa Carrara 1914
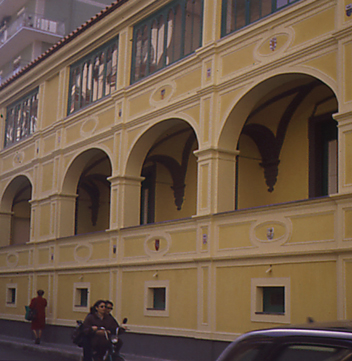
Ansicht von der Via Posidonia aus
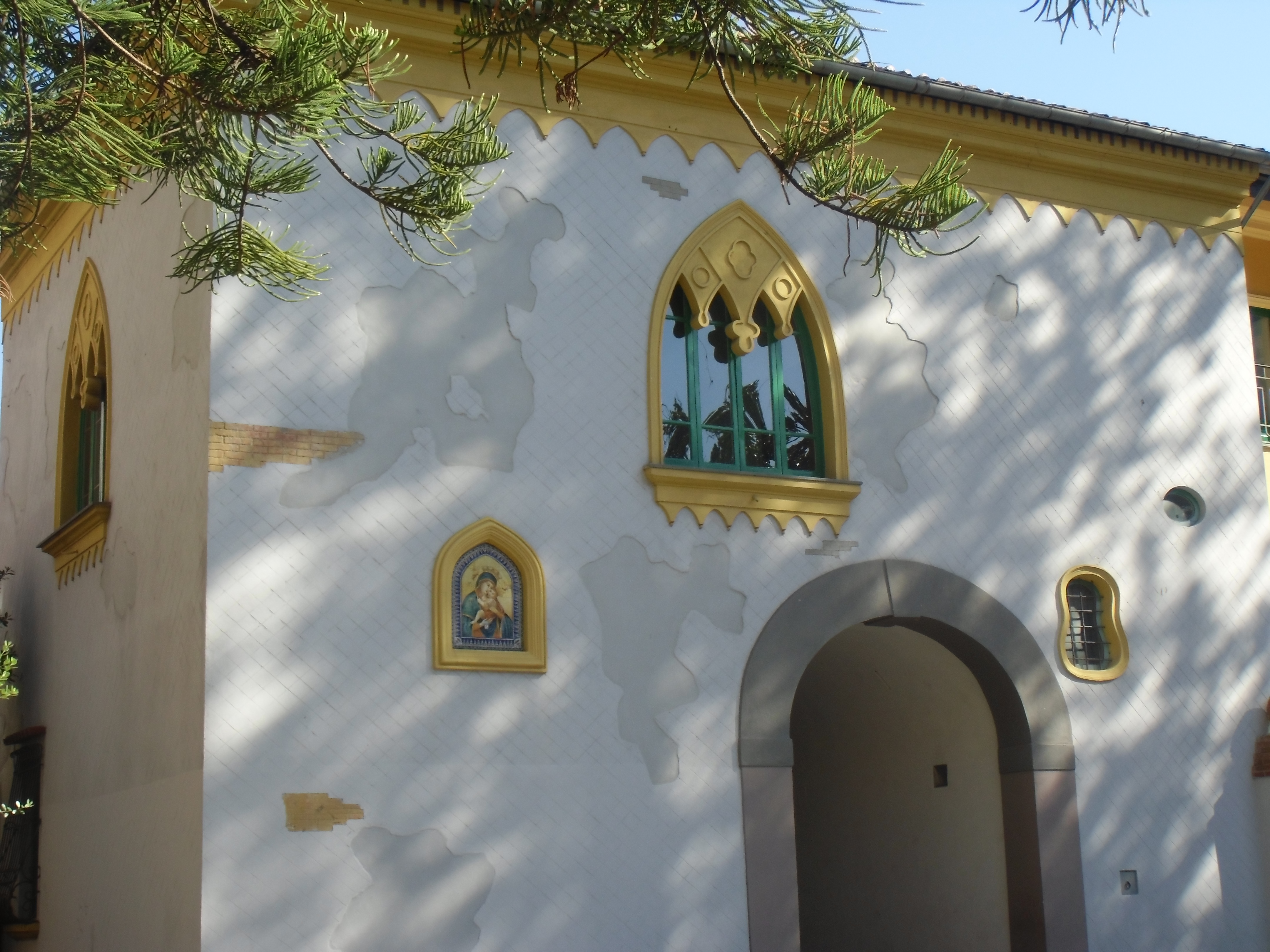
Detail an der Hauptfassade der Villa
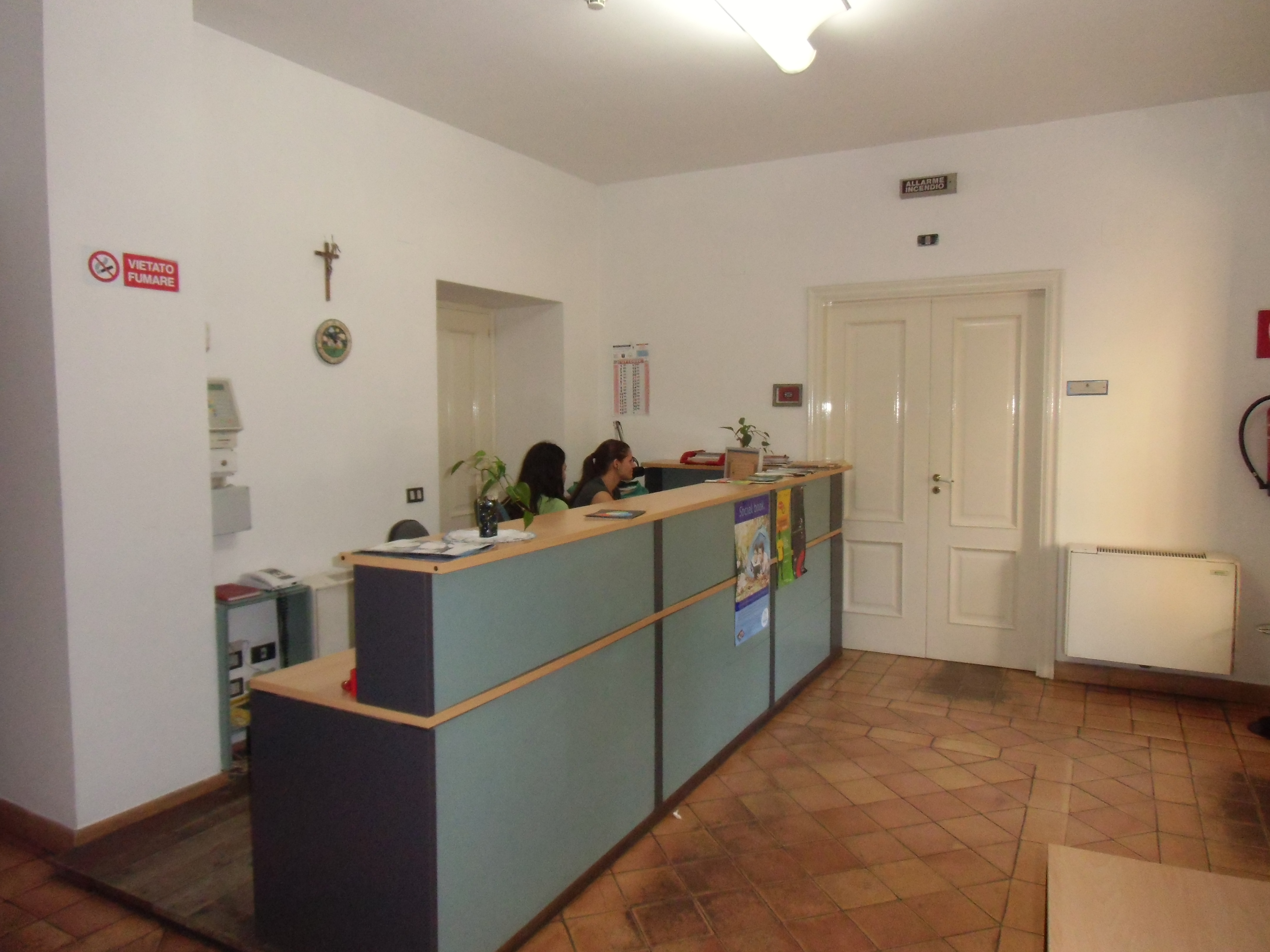
Gemeindeamt in der Villa Carrara
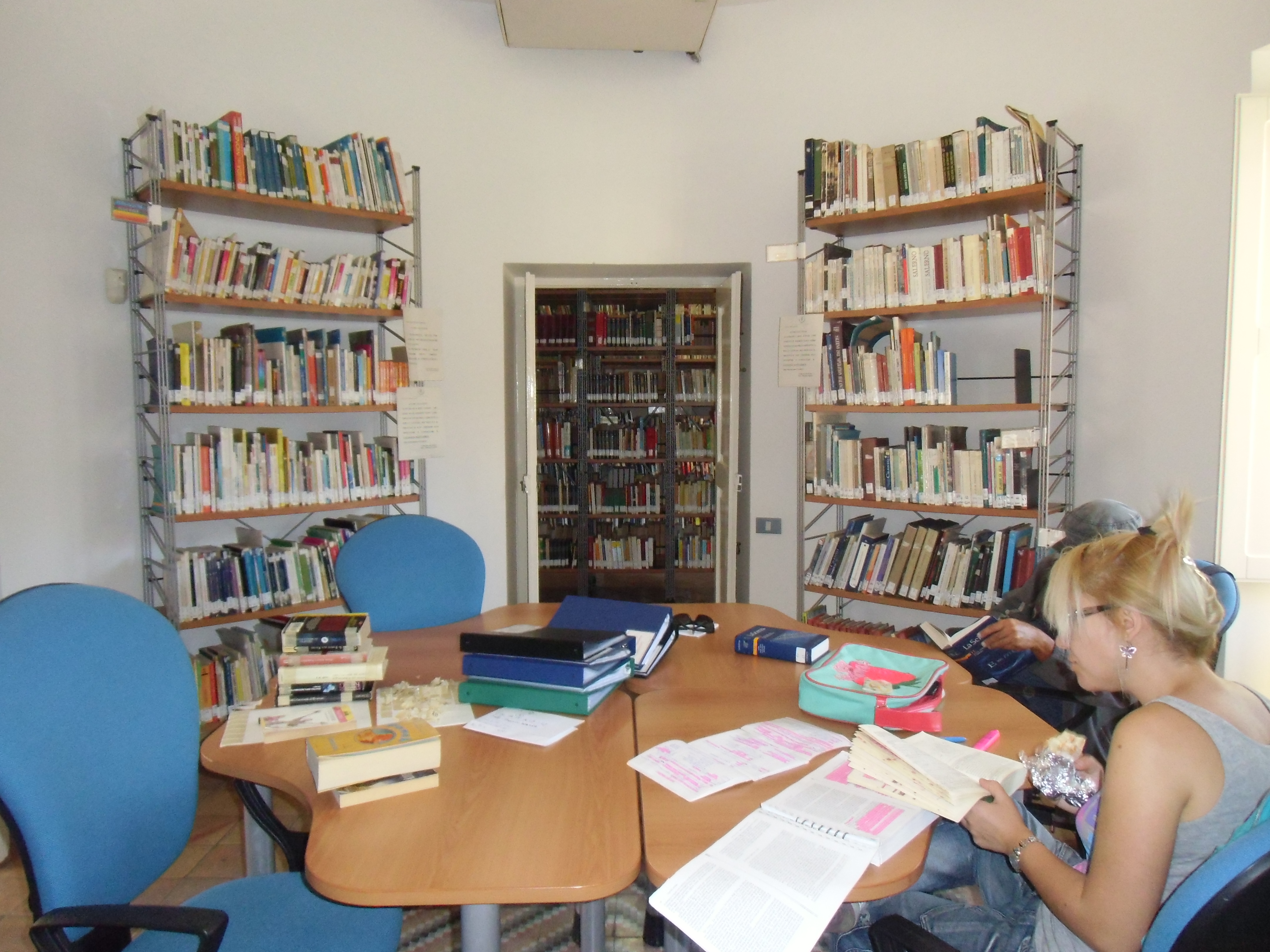
Lesesaal der Bibliothek
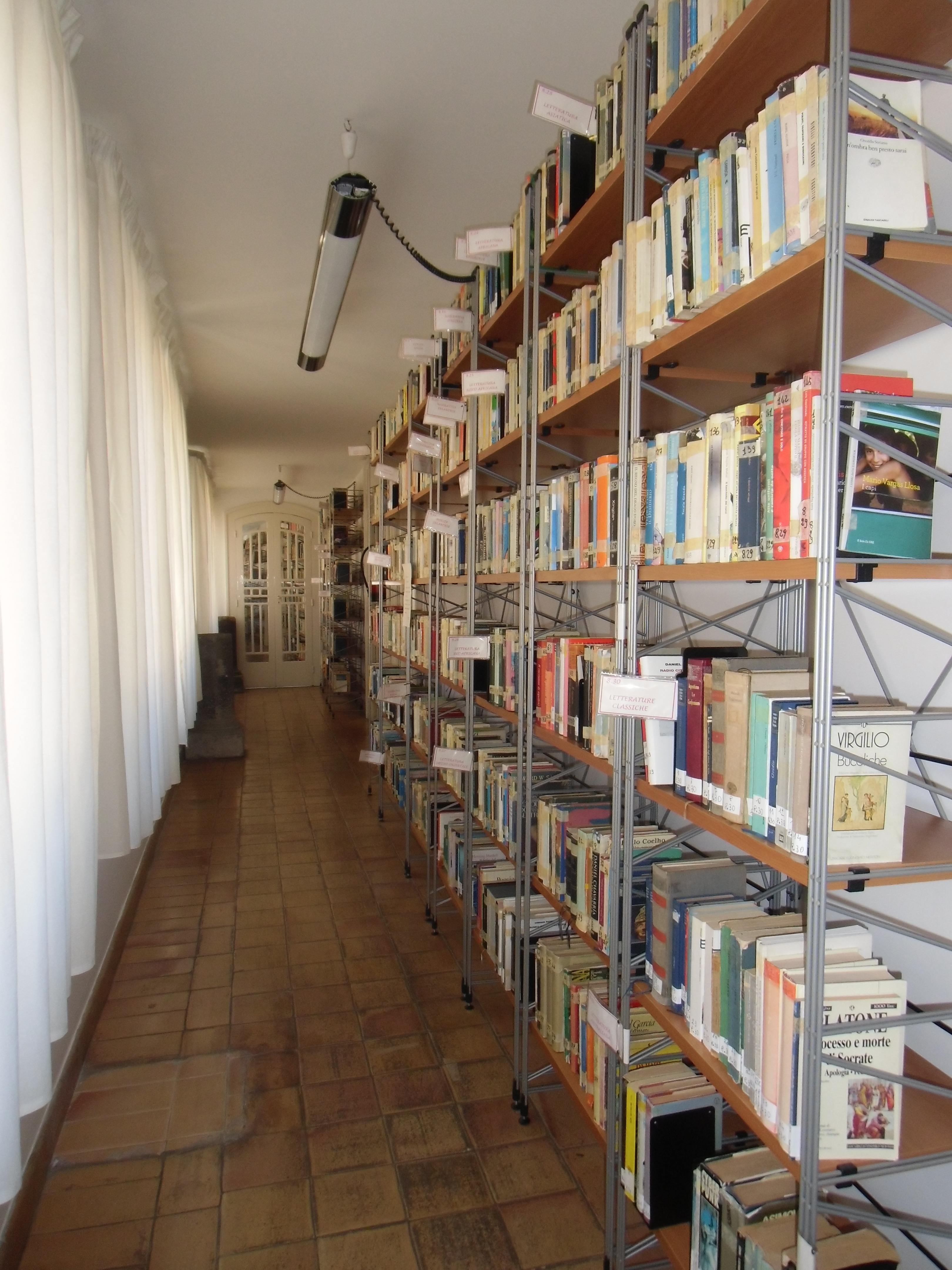
Bibliothek
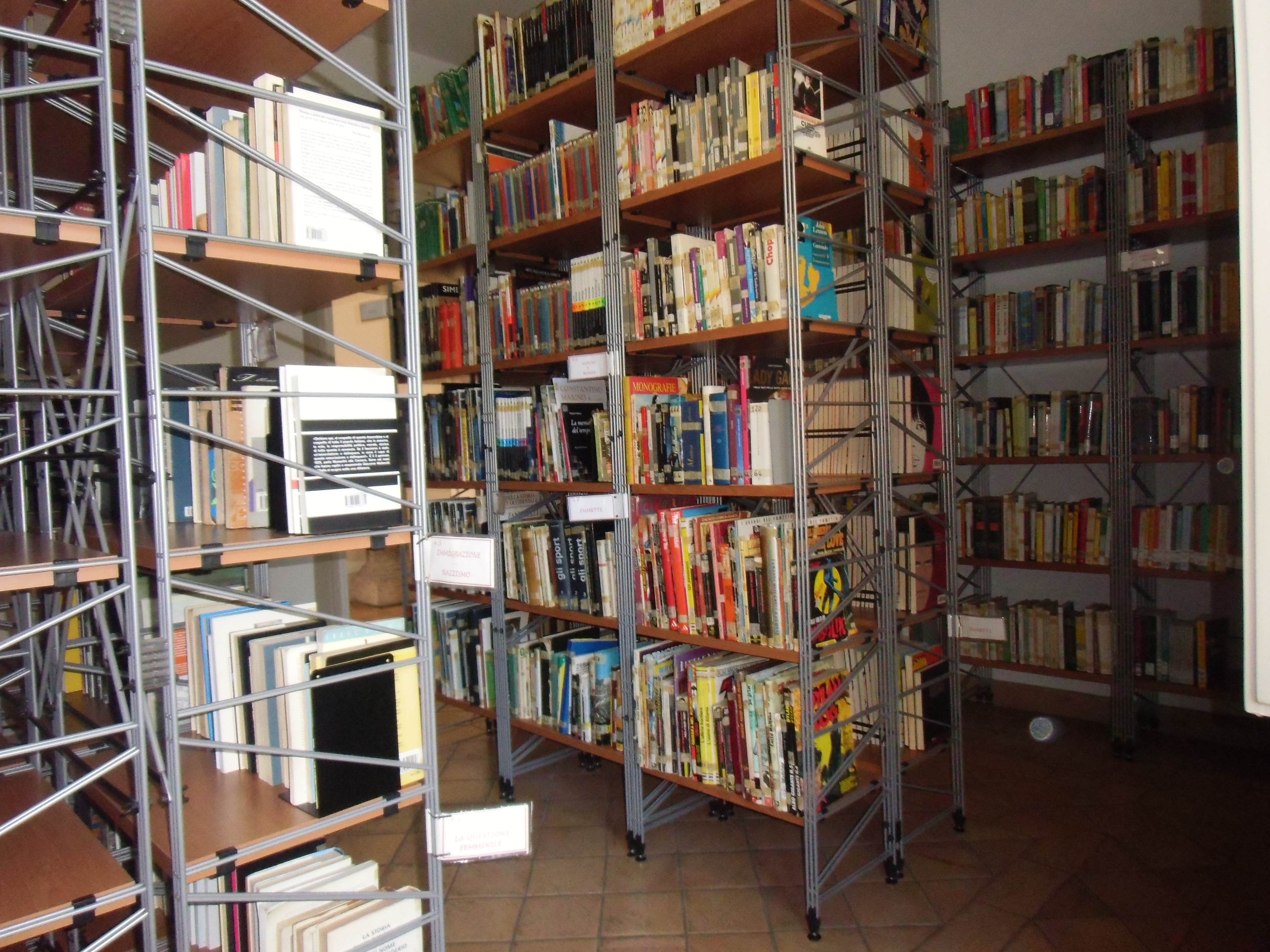
In der Bibliothek